# جاك ديترون

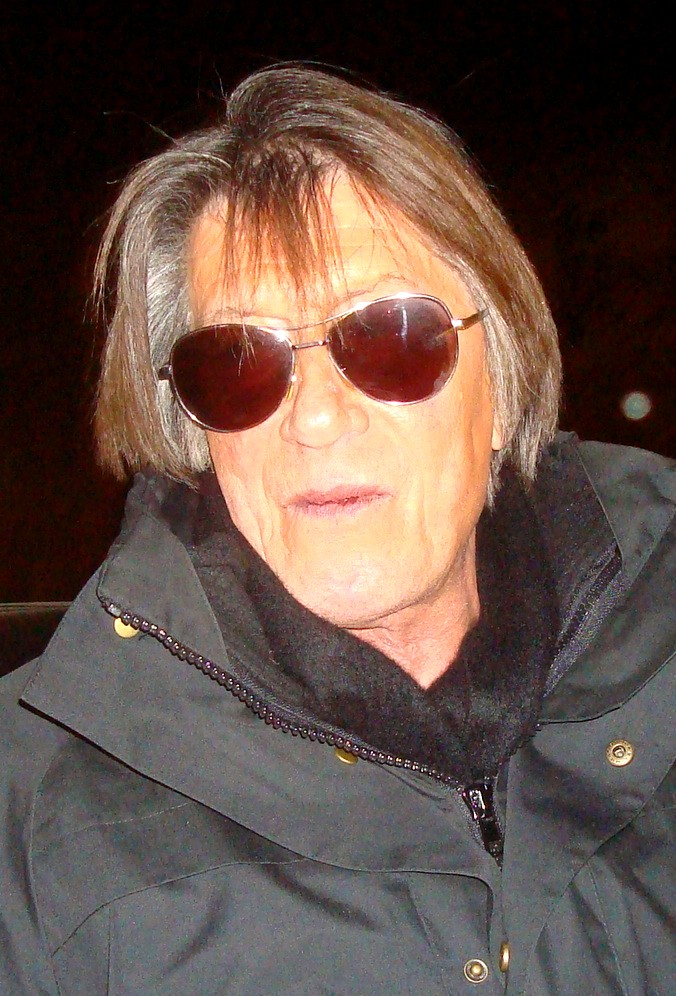
صورة ديترون

جاك ديترون (بالفرنسية: Jacques Dutronc) هو مغني وملحن فرنسي من مواليد 28 أبريل 1941 في باريس العاصمة الفرنسية وهو يؤدي أغنية البوب والجاز والموسيقى الكلاسيكية.

## روابط خارجية
- جاك ديترون على موقع IMDb (الإنجليزية)
- جاك ديترون على موقع روتن توميتوز (الإنجليزية)
- جاك ديترون على موقع ألو سيني (الفرنسية)
- جاك ديترون على موقع ميوزك برينز (الإنجليزية)
- جاك ديترون على موقع أول موفي (الإنجليزية)
- جاك ديترون على موقع قاعدة بيانات الأفلام السويدية (السويدية)
- جاك ديترون على موقع إن إن دي بي (الإنجليزية)
- جاك ديترون على موقع أول ميوزيك (الإنجليزية)
- جاك ديترون على موقع ديسكوغز (الإنجليزية)
- جاك ديترون على موقع قاعدة بيانات الفيلم (الإنجليزية)